# Риктруда
Риктру́да (лат. Richtrudis, Rictrudis или Rictruda, фр. Rictrude; 614, Гасконь — 12 мая 688, Мархиан) — святая католической церкви.

## Биография
Родилась около 614 года в Гаскони. Её родители были знатные язычники — отца звали Эрнольд, мать — Лихия. Благодаря общению со святым Амандом познакомилась с христианством и приняла его. Несмотря на сопротивление семьи, вышла замуж за знатного христианина из Нейстрии по имени Адальбальд, который позднее был канонизирован церковью. Родила от него четырёх детей, которые также были все канонизированы: святого Мавронта, блаженную Клотсинду, святую Евсевию и святую Адальсинду. Около 645 или 650 года Адальбальд был убит родственниками Риктруды, после чего Риктруда не захотела вступать во второй брак, а вместо этого стала настоятельницей монастыря в Мархиане (современный Маршьен на северо-востоке Франции). Риктруда оставалась настоятельницей этого монастыря в течение около сорока лет, оставив свой пост лишь незадолго до смерти, которая случилась 12 мая 688 года. На её надгробии была высечена надпись: «Virtutis ager, pietatis imago» (с лат. — «Поле добродетели и образ благочестия»).
Праздник святой Риктруды отмечается в разное время в разных местах, избравших ее своей святой покровительницей, а именно 7 февраля, 12 и 29 мая, 2 августа и 29 октября. Некотрые частицы её мощей хранятся в Дуэ.